# Rondo Świętego Leona Wielkiego w Wejherowie

## Lokalizacja
Jest to pierwsze i najstarsze skrzyżowanie o ruchu okrężnym w Wejherowie.
Rondo powstało w dzielnicy Śródmieście u zbiegu:
– Drogi wojewódzkiej nr 218 – ulice Henryka Sienkiewicza i 3 Maja – oś północ-południe względem skrzyżowania
– Drogi powiatowej nr 1478G – ulica Jana III Sobieskiego – na zachód od skrzyżowania
– Drogi gminnej nr 127223G ulica Jana III Sobieskiego – na wschód od skrzyżowania

## Nadanie nazwy
Nazwę rondu nadano podczas XXXI Sesji Rady Miasta Wejherowa w dniu 25 kwietnia 2017 r. Uchwałą Nr VIIk/XXXI/347/2017 Rady Miasta Wejherowa z dnia 25 kwietnia 2017 r. w sprawie nadania nazwy rondu u zbiegu ulic: Jana III Sobieskiego, Henryka Sienkiewicza i 3 Maja w Wejherowie. Wybór patrona związany jest z faktem, iż w pobliżu znajduje się zabytkowy, poewangelicki kościół św. Leona Wielkiego i św. Stanisława Kostki.

## Galeria

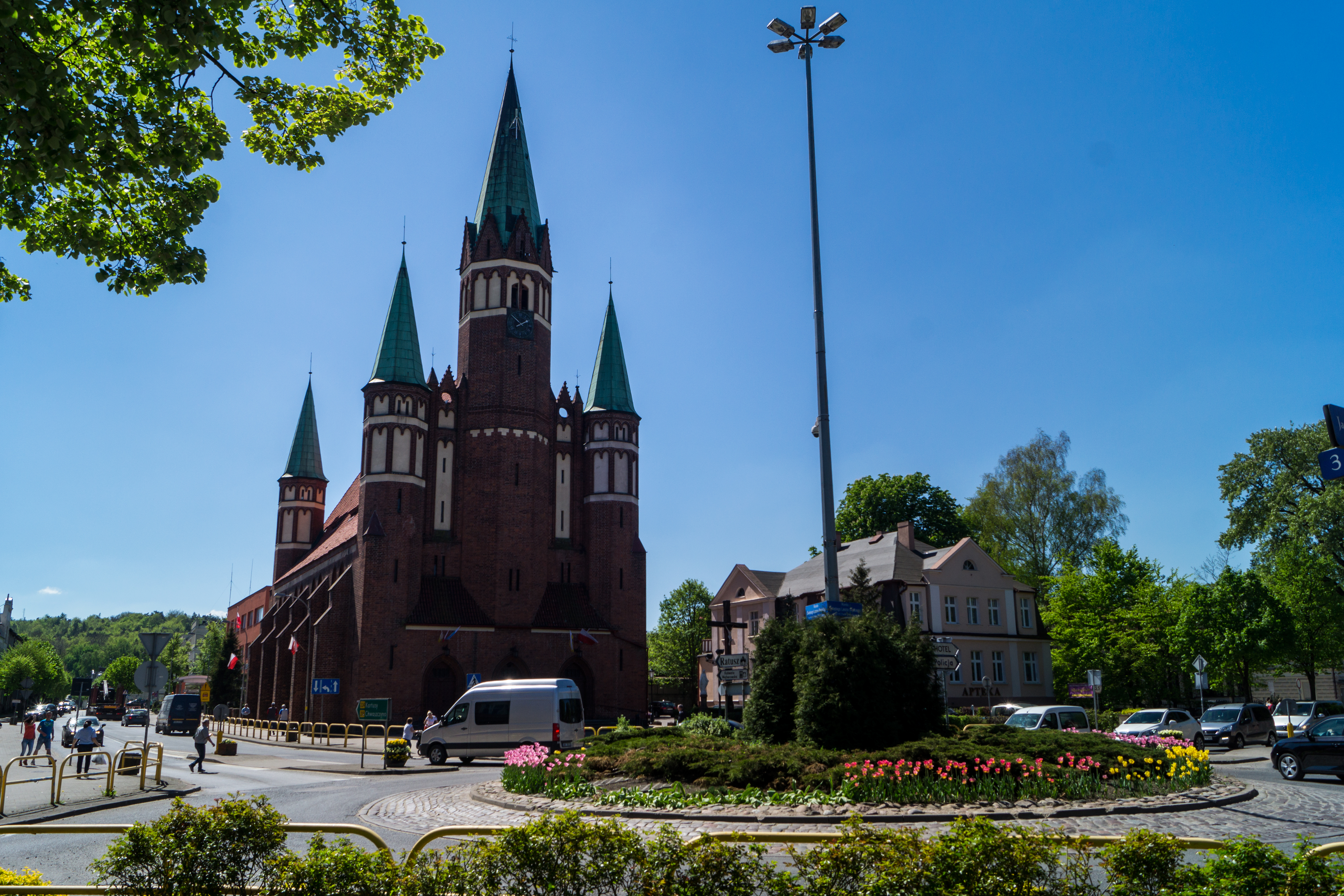
Rondo widziane z rogu ulic Jana III Sobieskiego i Henryka Sienkiewicza
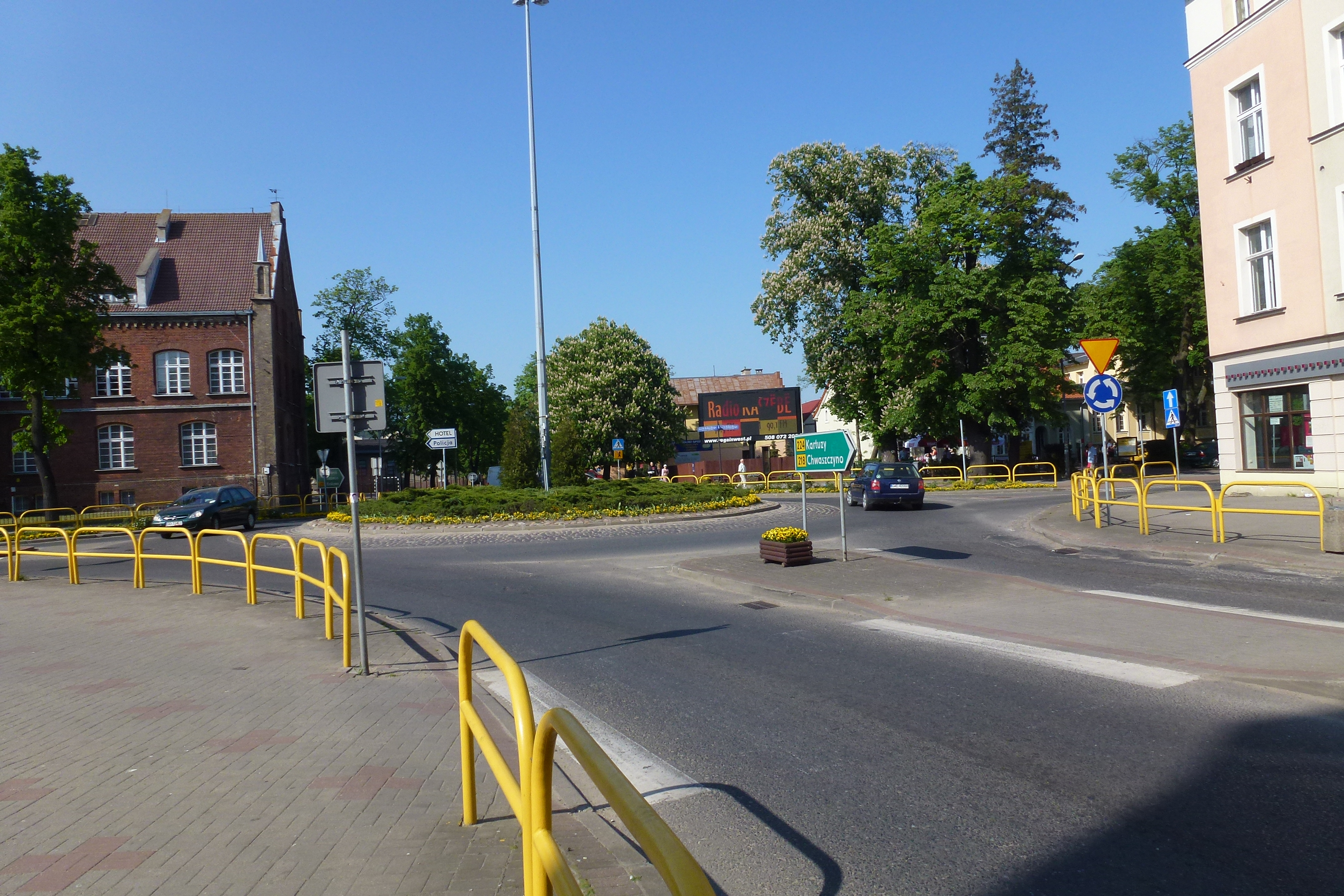
Rondo widziane od strony ulicy 3 Maja
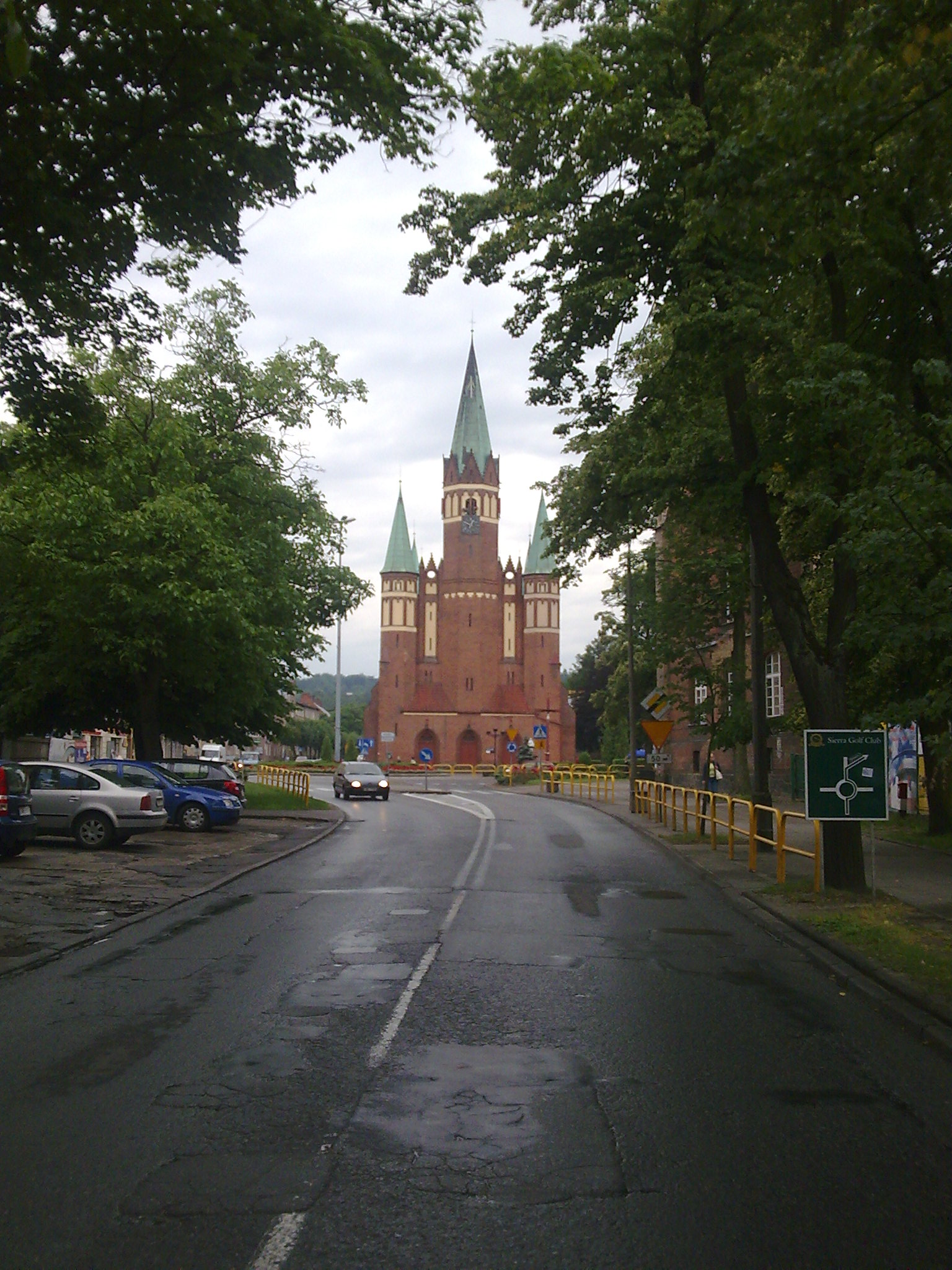
Rondo widziane od strony ulicy Henryka Sienkiewicza